# عزلة جبل النبي شعيب (صنعاء)
عزلة جبل النبي شعيب هي إحدى عزل مديرية بني مطر في محافظة صنعاء اليمنية ويبلغ تعداد سكانها 4615 نسمة حسب التعداد السكاني في اليمن لعام 2004 نسخة محفوظة 12 مارس 2023 على موقع واي باك مشين..

## روابط خارجية
- الجهاز المركزي للإحصاء بالجمهورية اليمنية
- المركز الوطني للمعلومات باليمن
- World Gazetteer:Yemen
- الدليل الشامل